# Serie D 2000-2001
Il campionato di Serie D 2000-2001 fu la 53ª edizione del campionato di categoria e il V livello del calcio italiano.

## Stagione

### Novità
Le neoretrocesse Giorgione, Carpi e Trapani, in gravi difficoltà economiche, non si iscrissero al campionato.
Il neoretrocesso Nardò fu ripescato in Serie C2.
A seguito di questa carenza di organico furono ripescate il Valleverde Riccione e il Rovigo dalla Serie D della scorsa stagione e dall'Eccellenza l'Ostia Mare e la Pro Lissone.
Alla squadra vincitrice del girone A dell'Eccellenza Veneto, il Lonigo, viene revocata la promozione per illecito sportivo, al suo posto viene ammesso il Tezze sul Brenta, arrivato secondo.
L'Internapoli rilevò il titolo dell'Ottaviano, iscrivendosi al campionato di Serie D. Anche il Brera rilevò il titolo dell'Atletico Milan e si iscrisse così in quinta serie.

### Aggiornamenti
Avvennero le seguenti fusioni e cambi di denominazione:
La neopromossa Bessica si fuse con la Luparense, che acquisì dunque il titolo per disputare la Serie D.
Il Sansepolcro cambio denominazione in Altotevere Calcio.

## Girone A

### Classifica finale
|  | Pos. | Squadra       | Pt | G  | V  | N  | P  | GF | GS  | DR  |
|  | ---- | ------------- | -- | -- | -- | -- | -- | -- | --- | --- |
|  | 1.   | Valenzana     | 75 | 34 | 23 | 6  | 5  | 61 | 25  | -25 |
|  | 2.   | Sangiustese   | 70 | 34 | 22 | 4  | 8  | 58 | 29  | +29 |
|  | 3.   | Savona        | 70 | 34 | 21 | 7  | 6  | 55 | 31  | +24 |
|  | 4.   | Derthona      | 65 | 34 | 18 | 11 | 5  | 50 | 22  | +28 |
|  | 5.   | Volpiano      | 58 | 34 | 15 | 13 | 6  | 52 | 37  | +15 |
|  | 6.   | Cuneo         | 55 | 34 | 15 | 10 | 9  | 54 | 35  | +19 |
|  | 7.   | Borgomanero   | 51 | 34 | 15 | 6  | 13 | 53 | 42  | +11 |
|  | 8.   | Casale        | 51 | 34 | 14 | 9  | 11 | 49 | 40  | +9  |
|  | 9.   | Ivrea         | 47 | 34 | 12 | 11 | 11 | 51 | 41  | +10 |
|  | 10.  | Valle d'Aosta | 45 | 34 | 12 | 9  | 13 | 41 | 36  | +5  |
|  | 11.  | Sanremese     | 41 | 34 | 10 | 11 | 13 | 41 | 49  | -8  |
|  | 12.  | Verbania (-6) | 38 | 34 | 12 | 8  | 14 | 38 | 37  | +1  |
|  | 13.  | Borgosesia    | 37 | 34 | 8  | 13 | 13 | 44 | 49  | -5  |
|  | 14.  | Sestrese      | 37 | 34 | 10 | 7  | 17 | 39 | 56  | -17 |
|  | 15.  | Bra           | 37 | 34 | 9  | 10 | 15 | 39 | 48  | -9  |
|  | 16.  | Rivoli        | 29 | 34 | 7  | 8  | 19 | 35 | 52  | -17 |
|  | 17.  | Gravellona    | 21 | 34 | 4  | 9  | 21 | 30 | 66  | -36 |
|  | 18.  | Imperia (-1)  | 6  | 34 | 1  | 4  | 29 | 14 | 109 | -95 |

Legenda:
      Promossa in Serie C2 2001-2002.
      Retrocessa in Eccellenza 2001-2002.
Regolamento:
Tre punti a vittoria, uno a pareggio, zero a sconfitta.
In caso di arrivo di due o più squadre a pari punti, la graduatoria verrà stilata secondo la classifica avulsa
In caso di pari punti per promozioni o retrocessioni si disputava uno spareggio.
Note
Il Verbania ha scontato 6 punti di penalizzazione.
L'Imperia ha scontato 1 punto di penalizzazione.
L'Imperia è stato poi riammesso in Serie D 2001-2002.

### Spareggi

#### Spareggio salvezza
| Sestrese | 4-1 | Bra | Voghera, 3 giugno 2001 |  |  |  |  |

## Girone B

### Classifica finale
|  | Pos. | Squadra          | Pt | G  | V  | N  | P  | GF | GS | DR  |
|  | ---- | ---------------- | -- | -- | -- | -- | -- | -- | -- | --- |
|  | 1.   | Pavia            | 81 | 34 | 24 | 9  | 1  | 70 | 19 | +51 |
|  | 2.   | Fanfulla         | 69 | 34 | 20 | 9  | 5  | 66 | 38 | +28 |
|  | 3.   | Sant'Angelo      | 53 | 34 | 14 | 11 | 9  | 54 | 39 | +15 |
|  | 4.   | Trento           | 53 | 34 | 13 | 14 | 7  | 50 | 46 | +4  |
|  | 5.   | Romanese         | 52 | 34 | 14 | 10 | 10 | 37 | 27 | +10 |
|  | 6.   | Sancolombano     | 51 | 34 | 14 | 9  | 11 | 47 | 41 | +6  |
|  | 7.   | Pizzighettone    | 49 | 34 | 13 | 10 | 11 | 49 | 38 | +11 |
|  | 8.   | Oggiono          | 49 | 34 | 13 | 10 | 11 | 47 | 38 | +9  |
|  | 9.   | Pro Lissone      | 45 | 34 | 12 | 9  | 13 | 47 | 45 | +2  |
|  | 10.  | Bergamasca       | 45 | 34 | 9  | 18 | 7  | 40 | 41 | -1  |
|  | 11.  | Seregno          | 44 | 34 | 11 | 11 | 12 | 50 | 51 | -1  |
|  | 12.  | Rodengo Saiano   | 40 | 34 | 9  | 13 | 12 | 34 | 40 | -6  |
|  | 13.  | Voghera          | 40 | 34 | 9  | 13 | 12 | 29 | 38 | -9  |
|  | 14.  | Crociati Parma   | 40 | 34 | 9  | 13 | 12 | 33 | 43 | -10 |
|  | 15.  | Frassati Codogno | 39 | 34 | 10 | 9  | 15 | 36 | 46 | -10 |
|  | 16.  | Fidenza          | 38 | 34 | 10 | 8  | 16 | 42 | 54 | -12 |
|  | 17.  | Brera            | 24 | 34 | 5  | 9  | 20 | 27 | 67 | -40 |
|  | 18.  | Condinese        | 11 | 34 | 2  | 5  | 27 | 29 | 76 | -47 |

Legenda:
      Promossa in Serie C2 2001-2002.
      Retrocessa in Eccellenza 2001-2002.
Regolamento:
Tre punti a vittoria, uno a pareggio, zero a sconfitta.
In caso di arrivo di due o più squadre a pari punti, la graduatoria verrà stilata secondo la classifica avulsa
In caso di pari punti per promozioni o retrocessioni si disputava uno spareggio.
Note:
Il Trento è stato poi ammesso in Serie C2 2001-2002.

## Girone C

### Classifica finale
|  | Pos. | Squadra          | Pt | G  | V  | N  | P  | GF | GS | DR  |
|  | ---- | ---------------- | -- | -- | -- | -- | -- | -- | -- | --- |
|  | 1.   | Thiene           | 64 | 34 | 17 | 13 | 4  | 52 | 26 | -26 |
|  | 2.   | Pordenone        | 60 | 34 | 17 | 9  | 8  | 52 | 34 | +18 |
|  | 3.   | Sanvitese        | 52 | 34 | 14 | 10 | 10 | 33 | 23 | +10 |
|  | 4.   | Pievigina        | 50 | 34 | 12 | 14 | 8  | 44 | 35 | +9  |
|  | 5.   | Sevegliano       | 49 | 34 | 12 | 13 | 9  | 49 | 44 | +5  |
|  | 6.   | Santa Lucia      | 46 | 34 | 11 | 13 | 10 | 39 | 41 | -2  |
|  | 7.   | Arzignano        | 45 | 34 | 12 | 9  | 13 | 38 | 40 | -2  |
|  | 8.   | Bassano Virtus   | 44 | 34 | 9  | 17 | 8  | 34 | 27 | +7  |
|  | 9.   | Itala San Marco  | 44 | 34 | 10 | 14 | 10 | 22 | 27 | -5  |
|  | 10.  | Belluno          | 43 | 34 | 9  | 16 | 9  | 35 | 32 | +3  |
|  | 11.  | Luparense        | 42 | 34 | 10 | 12 | 12 | 35 | 48 | -13 |
|  | 12.  | Legnago          | 42 | 34 | 11 | 9  | 14 | 35 | 43 | -8  |
|  | 13.  | Montecchio       | 42 | 34 | 8  | 18 | 8  | 25 | 27 | -2  |
|  | 14.  | Portogruaro      | 42 | 34 | 10 | 12 | 12 | 43 | 43 | 0   |
|  | 15.  | Tezze sul Brenta | 42 | 34 | 10 | 12 | 12 | 37 | 40 | -3  |
|  | 16.  | Martellago       | 39 | 34 | 8  | 15 | 11 | 37 | 46 | -9  |
|  | 17.  | Palmanova        | 32 | 34 | 8  | 8  | 18 | 29 | 45 | -16 |
|  | 18.  | Pro Gorizia      | 27 | 34 | 5  | 12 | 17 | 25 | 43 | -18 |

Legenda:
      Promossa in Serie C2 2001-2002.
      Retrocessa in Eccellenza 2001-2002.
Regolamento:
Tre punti a vittoria, uno a pareggio, zero a sconfitta.
In caso di arrivo di due o più squadre a pari punti, la graduatoria verrà stilata secondo la classifica avulsa
In caso di pari punti per promozioni o retrocessioni si disputava uno spareggio.

### Spareggi

#### Spareggio salvezza
| Tezze sul Brenta | 1-2 | Portogruaro | Pieve di Soligo, 3 giugno 2001 |  |  |  |  |

## Girone D

### Classifica finale
|  | Pos. | Squadra              | Pt | G  | V  | N  | P  | GF | GS | DR  |
|  | ---- | -------------------- | -- | -- | -- | -- | -- | -- | -- | --- |
|  | 1.   | Poggese              | 68 | 34 | 19 | 11 | 4  | 55 | 29 | -29 |
|  | 2.   | Vigor Senigallia     | 58 | 34 | 16 | 10 | 8  | 56 | 33 | +23 |
|  | 3.   | Altotevere           | 55 | 34 | 14 | 13 | 7  | 42 | 28 | +14 |
|  | 4.   | Fano                 | 53 | 34 | 15 | 8  | 11 | 39 | 35 | +4  |
|  | 5.   | Real Montecchio      | 52 | 34 | 14 | 10 | 10 | 46 | 36 | +10 |
|  | 6.   | Bellaria Igea Marina | 47 | 34 | 13 | 8  | 13 | 38 | 41 | -3  |
|  | 7.   | Chioggia Sottomarina | 44 | 34 | 10 | 14 | 10 | 34 | 29 | +5  |
|  | 8.   | Adriese              | 43 | 34 | 10 | 13 | 11 | 43 | 43 | 0   |
|  | 9.   | Felsina San Lazzaro  | 42 | 34 | 10 | 12 | 12 | 33 | 35 | -2  |
|  | 10.  | Baracca Lugo         | 41 | 34 | 8  | 17 | 9  | 42 | 42 | 0   |
|  | 11.  | Santarcangiolese     | 41 | 34 | 9  | 14 | 11 | 34 | 40 | -6  |
|  | 12.  | Valleverde Riccione  | 41 | 34 | 10 | 11 | 13 | 40 | 49 | -9  |
|  | 13.  | Mezzolara            | 41 | 34 | 11 | 8  | 15 | 34 | 48 | -14 |
|  | 14.  | Forlì                | 40 | 34 | 8  | 16 | 10 | 31 | 35 | -4  |
|  | 15.  | Rovigo               | 40 | 34 | 9  | 13 | 12 | 33 | 38 | -5  |
|  | 16.  | Bagnolese            | 39 | 34 | 9  | 12 | 13 | 37 | 39 | -2  |
|  | 17.  | Virtus Castelfranco  | 34 | 34 | 6  | 16 | 12 | 29 | 42 | -13 |
|  | 18.  | Fiorano              | 30 | 34 | 6  | 12 | 16 | 25 | 49 | -24 |

Legenda:
      Promossa in Serie C2 2001-2002.
      Retrocessa in Eccellenza 2001-2002.
Regolamento:
Tre punti a vittoria, uno a pareggio, zero a sconfitta.
In caso di arrivo di due o più squadre a pari punti, la graduatoria verrà stilata secondo la classifica avulsa
In caso di pari punti per promozioni o retrocessioni si disputava uno spareggio.
Note:
La Bagnolese è stata poi riammessa in Serie D 2001-2002.

### Spareggio salvezza
| Forlì | 2-1 (dts) | Rovigo | Lodi, 3 giugno 2001 |  |  |  |  |

## Girone E

### Classifica finale
|  | Pos. | Squadra           | Pt | G  | V  | N  | P  | GF | GS | DR  |
|  | ---- | ----------------- | -- | -- | -- | -- | -- | -- | -- | --- |
|  | 1.   | Poggibonsi        | 76 | 34 | 23 | 7  | 4  | 62 | 15 | +47 |
|  | 2.   | Aglianese         | 75 | 34 | 22 | 9  | 3  | 52 | 19 | +33 |
|  | 3.   | Grosseto          | 74 | 34 | 22 | 8  | 4  | 67 | 29 | +38 |
|  | 4.   | Todi              | 64 | 34 | 18 | 10 | 6  | 62 | 26 | +36 |
|  | 5.   | Fucecchio         | 49 | 34 | 11 | 16 | 7  | 39 | 25 | +14 |
|  | 6.   | Umbertide Tiberis | 49 | 34 | 14 | 7  | 13 | 37 | 36 | +1  |
|  | 7.   | Cerretese         | 46 | 34 | 11 | 13 | 10 | 27 | 30 | -3  |
|  | 8.   | Venturina         | 40 | 34 | 10 | 10 | 14 | 31 | 41 | -10 |
|  | 9.   | Versilia 98       | 39 | 34 | 9  | 12 | 13 | 35 | 38 | -3  |
|  | 10.  | Sestese           | 39 | 34 | 8  | 15 | 11 | 28 | 38 | -10 |
|  | 11.  | Larcianese        | 39 | 34 | 8  | 15 | 11 | 25 | 36 | -11 |
|  | 12.  | Fortis Juventus   | 38 | 34 | 9  | 11 | 14 | 43 | 50 | -7  |
|  | 13.  | Sangimignano      | 38 | 34 | 9  | 11 | 14 | 29 | 37 | -8  |
|  | 14.  | Colligiana        | 38 | 34 | 9  | 11 | 14 | 24 | 37 | -13 |
|  | 15.  | Castelfiorentino  | 37 | 34 | 8  | 13 | 13 | 33 | 40 | -7  |
|  | 16.  | Camaiore          | 31 | 34 | 7  | 10 | 17 | 28 | 47 | -19 |
|  | 17.  | Pontedera         | 29 | 34 | 5  | 14 | 15 | 22 | 40 | -18 |
|  | 18.  | Castrense         | 18 | 34 | 4  | 6  | 24 | 30 | 90 | -60 |

Legenda:
      Promossa in Serie C2 2001-2002.
      Retrocessa in Eccellenza 2001-2002.
Regolamento:
Tre punti a vittoria, uno a pareggio, zero a sconfitta.
In caso di arrivo di due o più squadre a pari punti, la graduatoria verrà stilata secondo la classifica avulsa
In caso di pari punti per promozioni o retrocessioni si disputava uno spareggio.

## Girone F

### Classifica finale
|  | Pos. | Squadra              | Pt | G  | V  | N  | P  | GF | GS | DR  |
|  | ---- | -------------------- | -- | -- | -- | -- | -- | -- | -- | --- |
|  | 1.   | Sambenedettese       | 73 | 34 | 21 | 10 | 3  | 55 | 22 | +33 |
|  | 2.   | Tivoli               | 64 | 34 | 17 | 13 | 4  | 56 | 36 | +20 |
|  | 3.   | Latina               | 56 | 34 | 15 | 11 | 8  | 56 | 33 | +23 |
|  | 4.   | Aprilia              | 56 | 34 | 14 | 14 | 6  | 50 | 38 | +12 |
|  | 5.   | Astrea               | 53 | 34 | 14 | 11 | 9  | 51 | 43 | +8  |
|  | 6.   | Civitanovese         | 50 | 34 | 12 | 14 | 8  | 50 | 44 | +6  |
|  | 7.   | Jesi                 | 48 | 34 | 12 | 12 | 10 | 46 | 39 | +7  |
|  | 8.   | Monturanese          | 45 | 34 | 11 | 12 | 11 | 34 | 38 | -4  |
|  | 9.   | Rieti                | 44 | 34 | 11 | 11 | 12 | 42 | 36 | +6  |
|  | 10.  | Monterotondo         | 42 | 34 | 11 | 9  | 14 | 33 | 30 | +3  |
|  | 11.  | Ostia Mare           | 41 | 34 | 9  | 14 | 11 | 28 | 35 | -7  |
|  | 12.  | Cesi                 | 40 | 34 | 12 | 4  | 18 | 51 | 65 | -14 |
|  | 13.  | Terracina            | 39 | 34 | 10 | 9  | 15 | 33 | 45 | -12 |
|  | 14.  | Atletico Morro d'Oro | 37 | 34 | 8  | 13 | 13 | 35 | 40 | -5  |
|  | 15.  | Tolentino            | 37 | 34 | 7  | 16 | 11 | 46 | 52 | -6  |
|  | 16.  | Foligno              | 30 | 34 | 4  | 18 | 12 | 25 | 43 | -18 |
|  | 17.  | R.C. Angolana        | 30 | 34 | 6  | 12 | 16 | 32 | 55 | -23 |
|  | 18.  | Ladispoli            | 26 | 34 | 5  | 11 | 18 | 26 | 55 | -29 |

Legenda:
      Promossa in Serie C2 2001-2002.
      Retrocessa in Eccellenza 2001-2002.
Regolamento:
Tre punti a vittoria, uno a pareggio, zero a sconfitta.
In caso di arrivo di due o più squadre a pari punti, la graduatoria verrà stilata secondo la classifica avulsa
In caso di pari punti per promozioni o retrocessioni si disputava uno spareggio.
Note:
Il Tolentino è stato poi riammesso in Serie D 2001-2002.

### Spareggi

#### Spareggio salvezza
| Atletico Morro d'Oro | 2-0 | Tolentino | Ascoli Piceno, 3 giugno 2001 |  |  |  |  |

## Girone G

### Classifica finale
|  | Pos. | Squadra            | Pt | G  | V  | N  | P  | GF | GS | DR  |
|  | ---- | ------------------ | -- | -- | -- | -- | -- | -- | -- | --- |
|  | 1.   | Palmese            | 68 | 34 | 18 | 14 | 2  | 57 | 24 | -24 |
|  | 2.   | Viribus Unitis     | 59 | 34 | 17 | 8  | 9  | 52 | 34 | +18 |
|  | 3.   | Nuovo Terzigno     | 57 | 34 | 16 | 9  | 9  | 55 | 46 | +9  |
|  | 4.   | Casertana          | 53 | 34 | 14 | 11 | 9  | 42 | 34 | +8  |
|  | 5.   | Villacidrese       | 51 | 34 | 13 | 12 | 9  | 46 | 37 | +9  |
|  | 6.   | Olbia              | 45 | 34 | 11 | 12 | 11 | 40 | 39 | +1  |
|  | 7.   | Tavolara           | 44 | 34 | 9  | 17 | 8  | 35 | 32 | +3  |
|  | 8.   | Sangiuseppese      | 42 | 34 | 8  | 18 | 8  | 35 | 32 | +3  |
|  | 9.   | Tempio             | 42 | 34 | 10 | 12 | 12 | 33 | 34 | -1  |
|  | 10.  | Marcianise (-1)    | 42 | 34 | 10 | 13 | 11 | 44 | 50 | -6  |
|  | 11.  | Battipagliese (-1) | 42 | 34 | 10 | 13 | 11 | 37 | 45 | -8  |
|  | 12.  | Paganese           | 42 | 34 | 10 | 12 | 12 | 26 | 34 | -8  |
|  | 13.  | Arbus              | 42 | 34 | 10 | 12 | 12 | 33 | 44 | -11 |
|  | 14.  | Sorrento           | 41 | 34 | 8  | 17 | 9  | 33 | 34 | -1  |
|  | 15.  | Internapoli        | 41 | 34 | 8  | 17 | 9  | 36 | 31 | +5  |
|  | 16.  | Scafatese          | 35 | 34 | 9  | 8  | 17 | 35 | 50 | -15 |
|  | 17.  | Selargius          | 29 | 34 | 5  | 14 | 15 | 37 | 51 | -14 |
|  | 18.  | Ercolanese         | 25 | 34 | 4  | 13 | 17 | 22 | 47 | -25 |

Legenda:
      Promossa in Serie C2 2001-2002.
      Retrocessa in Eccellenza 2001-2002.
Regolamento:
Tre punti a vittoria, uno a pareggio, zero a sconfitta.
In caso di arrivo di due o più squadre a pari punti, la graduatoria verrà stilata secondo la classifica avulsa
In caso di pari punti per promozioni o retrocessioni si disputava uno spareggio.
Note:
Il Progreditur Marcianise e la Battipagliese hanno scontato 1 punto di penalizzazione.

### Spareggio salvezza
| Internapoli | 1-1 (5-6 dtr) | Sorrento | Benevento, 3 giugno 2001 |  |  |  |  |

## Girone H

### Classifica finale
|  | Pos. | Squadra             | Pt | G  | V  | N  | P  | GF | GS | DR  |
|  | ---- | ------------------- | -- | -- | -- | -- | -- | -- | -- | --- |
|  | 1.   | Martina             | 85 | 34 | 26 | 7  | 1  | 78 | 23 | +55 |
|  | 2.   | Frosinone           | 81 | 34 | 26 | 3  | 5  | 57 | 16 | +41 |
|  | 3.   | Casarano            | 58 | 34 | 17 | 7  | 10 | 45 | 35 | +10 |
|  | 4.   | Virtus Locorotondo  | 50 | 34 | 12 | 14 | 8  | 45 | 39 | +6  |
|  | 5.   | Ceccano             | 43 | 34 | 11 | 10 | 13 | 39 | 41 | -2  |
|  | 6.   | Altamura            | 43 | 34 | 9  | 16 | 9  | 33 | 35 | -2  |
|  | 7.   | Brindisi            | 43 | 34 | 9  | 16 | 9  | 28 | 31 | -3  |
|  | 8.   | Real Cassino        | 42 | 34 | 10 | 12 | 12 | 29 | 31 | -2  |
|  | 9.   | Melfi               | 42 | 34 | 10 | 12 | 12 | 29 | 32 | -3  |
|  | 10.  | Manfredonia         | 41 | 34 | 11 | 8  | 15 | 26 | 39 | -13 |
|  | 11.  | Ostuni              | 40 | 34 | 8  | 16 | 10 | 33 | 34 | -1  |
|  | 12.  | Isernia             | 40 | 34 | 9  | 13 | 12 | 30 | 37 | -7  |
|  | 13.  | Rutigliano          | 39 | 34 | 8  | 15 | 11 | 35 | 39 | -4  |
|  | 14.  | Pro Italia Galatina | 39 | 34 | 9  | 12 | 13 | 34 | 49 | -15 |
|  | 15.  | Termoli             | 38 | 34 | 9  | 11 | 14 | 36 | 50 | -14 |
|  | 16.  | Bojano              | 36 | 34 | 9  | 9  | 16 | 27 | 38 | -11 |
|  | 17.  | Taurisano           | 30 | 34 | 6  | 12 | 16 | 25 | 41 | -16 |
|  | 18.  | Barletta            | 25 | 34 | 4  | 13 | 17 | 20 | 39 | -19 |

Legenda:
      Promossa in Serie C2 2001-2002.
      Retrocessa in Eccellenza 2001-2002.
Regolamento:
Tre punti a vittoria, uno a pareggio, zero a sconfitta.
In caso di arrivo di due o più squadre a pari punti, la graduatoria verrà stilata secondo la classifica avulsa
In caso di pari punti per promozioni o retrocessioni si disputava uno spareggio.
Note:
Il Frosinone è stato poi ammesso in Serie C2 2001-2002.

## Girone I

### Classifica finale
|  | Pos. | Squadra               | Pt | G  | V  | N  | P  | GF | GS | DR  |
|  | ---- | --------------------- | -- | -- | -- | -- | -- | -- | -- | --- |
|  | 1.   | Paternò               | 80 | 36 | 24 | 8  | 4  | 79 | 29 | +50 |
|  | 2.   | Nuova Vibonese        | 74 | 36 | 20 | 14 | 2  | 52 | 27 | +25 |
|  | 3.   | Potenza               | 73 | 36 | 22 | 7  | 7  | 64 | 29 | +35 |
|  | 4.   | Acri (-3)             | 59 | 36 | 17 | 11 | 8  | 41 | 23 | +18 |
|  | 5.   | Locri                 | 49 | 36 | 13 | 10 | 13 | 40 | 41 | -1  |
|  | 6.   | Orlandina             | 48 | 36 | 13 | 9  | 14 | 34 | 36 | -2  |
|  | 7.   | Corigliano Schiavonea | 46 | 36 | 10 | 16 | 10 | 42 | 43 | -1  |
|  | 8.   | Milazzo               | 46 | 36 | 13 | 7  | 16 | 42 | 47 | -5  |
|  | 9.   | Gattopardo            | 45 | 36 | 10 | 15 | 11 | 25 | 29 | -4  |
|  | 10.  | Vigor Lamezia         | 45 | 36 | 11 | 12 | 13 | 41 | 46 | -5  |
|  | 11.  | Vittoria              | 44 | 36 | 10 | 14 | 12 | 36 | 37 | -1  |
|  | 12.  | Materasassi           | 44 | 36 | 11 | 11 | 14 | 41 | 44 | -3  |
|  | 13.  | Ragusa                | 44 | 36 | 11 | 11 | 14 | 35 | 39 | -4  |
|  | 14.  | Sciacca               | 44 | 36 | 11 | 11 | 14 | 46 | 52 | -6  |
|  | 15.  | Sancataldese          | 43 | 36 | 11 | 10 | 15 | 31 | 48 | -17 |
|  | 16.  | Panormus              | 42 | 36 | 11 | 9  | 16 | 40 | 45 | -5  |
|  | 17.  | Siderno               | 41 | 36 | 9  | 14 | 13 | 26 | 35 | -9  |
|  | 18.  | Cephaledium           | 37 | 36 | 9  | 10 | 17 | 23 | 39 | -16 |
|  | 19.  | Ruggiero di Lauria    | 17 | 36 | 4  | 5  | 27 | 26 | 75 | -49 |

Legenda:
      Promossa in Serie C2 2001-2002.
      Retrocessa in Eccellenza 2001-2002.
Regolamento:
Tre punti a vittoria, uno a pareggio, zero a sconfitta.
In caso di arrivo di due o più squadre a pari punti, la graduatoria verrà stilata secondo la classifica avulsa
In caso di pari punti per promozioni o retrocessioni si disputava uno spareggio.
Note:
L'Acri ha scontato 3 punti di penalizzazione.

## Poule scudetto
Lo Scudetto Dilettanti viene assegnato dopo un torneo fra le vincitrici dei 9 gironi. Vengono divise in 3 triangolari le cui vincitrici, più la migliore seconda, accedono alle semifinali.

### Turno preliminare

#### Triangolare 1
|  | Pos. | Squadra   | Pt | G | V | N | P | GF | GS | DR |
|  | ---- | --------- | -- | - | - | - | - | -- | -- | -- |
|  | 1.   | Valenzana | 4  | 2 | 1 | 1 | 0 | 4  | 3  | +1 |
|  | 2.   | Thiene    | 4  | 2 | 1 | 1 | 0 | 3  | 2  | +1 |
|  | 3.   | Pavia     | 0  | 2 | 0 | 0 | 2 | 3  | 5  | -2 |

Legenda:
      Promossa al turno successivo.
Regolamento:
Tre punti a vittoria, uno a pareggio, zero a sconfitta.
Note:
Thiene qualificato al turno successivo come miglior seconda dei tre gironi.
|           | Risultati |           | Luogo e data      |
| --------- | --------- | --------- | ----------------- |
| Valenzana | 3-2       | Pavia     | ?, 27 maggio 2001 |
| Pavia     | 1-2       | Thiene    | ?, 30 maggio 2001 |
| Thiene    | 1-1       | Valenzana | ?, 3 giugno 2001  |
|           |           |           |                   |

#### Triangolare 2
|  | Pos. | Squadra        | Pt | G | V | N | P | GF | GS | DR |
|  | ---- | -------------- | -- | - | - | - | - | -- | -- | -- |
|  | 1.   | Poggibonsi     | 4  | 2 | 1 | 1 | 0 | 3  | 2  | +1 |
|  | 2.   | Poggese        | 2  | 2 | 0 | 2 | 0 | 2  | 2  | 0  |
|  | 3.   | Sambenedettese | 1  | 2 | 0 | 1 | 1 | 0  | 1  | -1 |

Legenda:
      Promossa al turno successivo.
Regolamento:
Tre punti a vittoria, uno a pareggio, zero a sconfitta.
|                | Risultati |                | Luogo e data      |
| -------------- | --------- | -------------- | ----------------- |
| Poggese        | 2-2       | Poggibonsi     | ?, 27 maggio 2001 |
| Sambenedettese | 0-0       | Poggese        | ?, 30 maggio 2001 |
| Poggibonsi     | 1-0       | Sambenedettese | ?, 3 giugno 2001  |
|                |           |                |                   |

#### Triangolare 3
|  | Pos. | Squadra | Pt | G | V | N | P | GF | GS | DR |
|  | ---- | ------- | -- | - | - | - | - | -- | -- | -- |
|  | 1.   | Palmese | 4  | 2 | 1 | 1 | 0 | 5  | 3  | +2 |
|  | 2.   | Martina | 2  | 2 | 0 | 2 | 0 | 3  | 3  | 0  |
|  | 3.   | Paternò | 1  | 2 | 0 | 1 | 1 | 2  | 4  | -2 |

Legenda:
      Promossa al turno successivo.
Regolamento:
Tre punti a vittoria, uno a pareggio, zero a sconfitta.
|         | Risultati |         | Luogo e data                   |
| ------- | --------- | ------- | ------------------------------ |
| Palmese | 3-1       | Paternò | Palma Campania, 27 maggio 2001 |
| Paternò | 1-1       | Martina | Paternò, 30 maggio 2001        |
| Martina | 2-2       | Palmese | Martina Franca, 3 giugno 2001  |
|         |           |         |                                |

### Semifinali
|            | Risultati |            | Luogo e data      |
| ---------- | --------- | ---------- | ----------------- |
| Palmese    | 2-0       | Thiene     | ?, 10 giugno 2001 |
| Thiene     | 0-2       | Palmese    | ?, 17 giugno 2001 |
|            |           |            |                   |
| Poggibonsi | 0-2       | Valenzana  | ?, 10 giugno 2001 |
| Valenzana  | 1-1       | Poggibonsi | ?, 17 giugno 2001 |
|            |           |            |                   |

### Finale
|         | Risultati |           | Luogo e data               |
| ------- | --------- | --------- | -------------------------- |
| Palmese | 2-1       | Valenzana | Cesenatico, 22 giugno 2001 |
|         |           |           |                            |